# Стоян Величков (офицер)
 Тази статия е за офицера Стоян Величков.  За кавалджията вижте Стоян Величков (кавалджия).  
Стоян Величков Величков е български военен, офицер, един от пионерите по минно-подривно дело в българската войска, автор на съчинения на военна и друга тематика, конструктор.

## Биография
През май 1904 година Величков завършва военно-техническа школа в Санкт Петербург.
През 1906 година създава експозива „Цвѣтъ“, който се изплозва през 1912 година при производството на ръчните гранати, конструирани от него и наречени на негово име – ръчни бомби „Капитан Величков“, представени от три типа.
През 1909-1912 година издава списанието „Военно-техническа мисъл“.
При подготовката на Балканската война в 1912 година капитан Стоян Величков на 23 септември заедно с дейците на Върховния комитет подполковник Александър Протогеров, подполковник Стефан Николов и майор Петър Дървингов влиза в новосъздадения Щаб на опълченските дружини, който създава Македоно-одринското опълчение. Величков участва и в създаването на Партизанските формирования на МОО.
Конструктор е на първата българска авиационна бомба, чиито първи екземпляри са изготвени през октомври 1912 година Междувременно, през октомври капитан Величков ръководи формирането на Инженерно-техническата част на МОО и на Осма костурска дружина. По-късно служи в Първа дебърска и в Тринадесета кукушка дружина, като от май до края на юни 1913 година е командир на Първа дебърска, а след това – на Тринадесета кукушка дружина.

## Съчинения

### Самостоятелни издания
- Минно-подривно дело. част I Кратки сведения за избухливите вещества, 1899, 112 с.
- Минно-подривно дело. част II Действието на избухливите вещества при разрушаването на различните материали и възпламеняването на зарядите, София 1900, 159 с.
- Нов линеен каменометен фугас – образец поручик Величков (Отговор на Бележките върху новия линеен каменометен фугас, подкрепен с нови опити по изпитването на същия), София 1900, 19 с.
- Морски минни заграждения и нуждата от тях, София 1905, 19 с.
- Практическо пособие за решаване на тактико-фортификационни задачи, Ч. I-III, София 1906
- Справочно минно-подривно дело за пионерните части, войсковите пионери и коннопионерите, София 1906, 190 с.
- Как ще увеличим бойната мощ на армията. Поука от войната, София 1913, 20 с.
- Бомбова мартирка. Применението ѝ в Балканската война
- Експлозивна техника
- Течният кислород като взривно вещество
- Таблици за разрушението на железопътни линии, мостове, станции, подвижен състав и пр.
- Из дневника на един човек, София 1933, 252 с.
- Божи дар за България, София 1937, 16 с.
- Истинският път на българския народ, София 1937, 16 с.
- Българите са най-старите поселници на Балканския полуостров. Документални истор. основания за поправка на старата родна история, София 1943, 26 с.
- Отворено писмо до всички добросамарянци, София 1942, 16 с.

### Статии
- Как се преминаха занятията по бомбово дело в Школата за запасни подпоручици, Военни известия, № 145, 30 декември 1914